# دنگ سنیو
دنگ سنیو (به انگلیسی: Deng Senyue) ژیمناست زادهٔ ۵ فوریهٔ ۱۹۹۲ میلادی اهل کشور چین است.